# Dysithamnus leucostictus
El batarito albilistado (Dysithamnus leucostictus), también denominado hormiguero cabecipunteado (en Colombia), batarito rayado de blanco (en Perú) o burujara de rayas blancas (en Venezuela), es una especie de ave paseriforme de la familia Thamnophilidae perteneciente al género Dysithamnus. Es nativo de la región andina del noroeste de América del Sur y del norte de Venezuela.

## Distribución y hábitat
Se distribuye en dos áreas disjuntas; en la pendiente oriental de los Andes desde el centro de Colombia, por Ecuador, hasta el extremo norte de Perú; y en las montañas costeras del norte de Venezuela.
Habita en el sotobosque de bosques tropicales y subtropicales montanos húmedos y en sus bordes, entre los 800 y los 1900 m de altitud.

## Estado de conservación
El batarito albilistado ha sido calificado como vulnerable por la Unión Internacional para la Conservación de la Naturaleza (IUCN), debido a la presunción de que su población total, todavía no cuantificada, irá a decaer alrededor del 30% a lo largo de tres generaciones (14 años) como resultado de la pérdida de hábitat, su degradación y fragmentación. Con base en modelos de deforestación, se estima que irá a perder alrededor de 30% de su hábitat conveniente a lo largo de tres generaciones.

## Sistemática

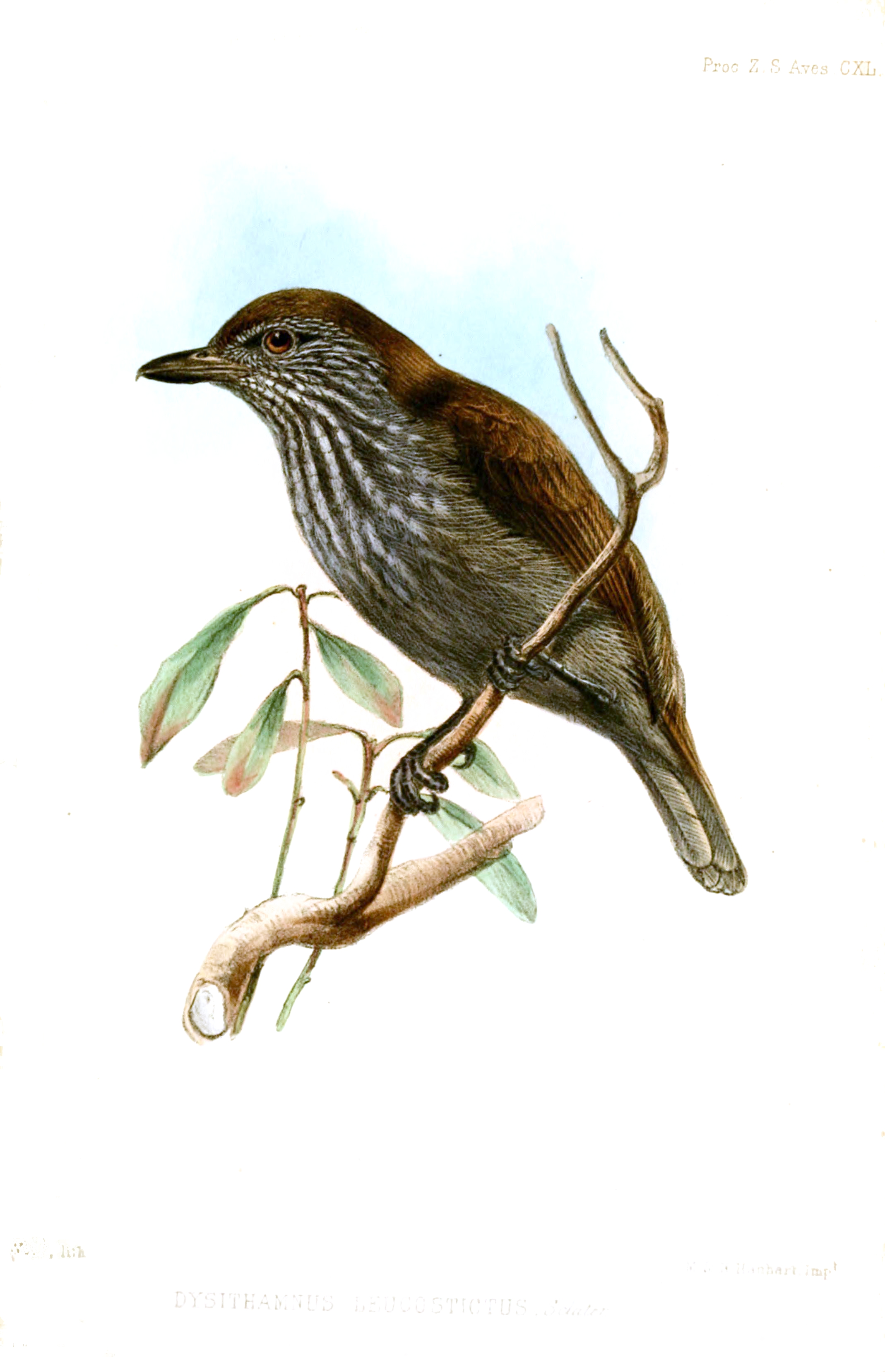
Dysithamnus leucostictus, hembra, ilustración de Wolf, para Proceedings of the Zoological Society of London, 1858.

### Descripción original
La especie D. leucostictus fue descrita por primera vez por el zoólogo británico Philip Lutley Sclater en 1858 bajo el mismo nombre científico; la localidad tipo es: «Río Napo, Ecuador».

### Etimología
El nombre genérico «Dysithamnus» proviene del griego «duō»: zambullir y «thamnos»: arbusto; enmarañado; significando «que zambulle en los arbustos»; y el nombre de la especie «leucostictus», del griego «leukos»: blanco y «stiktos»: punteado; significando «de punteado blanco».

### Taxonomía
Anteriormente era tratada como conespecífica con el geográficamente distante Dysithamnus plumbeus, pero Isler et al. (2008) suministraron evidencias, principalmente vocales, para la separación de las mismas, lo que fue aprobado en la Propuesta N° 405A al Comité de Clasificación de Sudamérica. En la misma propuesta, Parte B, se rechazó la separación del taxón tucuyensis, que continúa como la subespecie D. leucostictus tucuyensis. A pesar de la amplia separación geográfica y las diferencias evidentes, por lo que algunos autores la tratan como especie separada, las diferencias de plumaje parecen ser equívocas, y las diferencias de vocalización no son suficientemente conocidas como para justificar tal separación; son necesarios más análisis, incluyendo moleculares . También fue inadecuadamente transferida para el género Thamnomanes.

### Subespecies

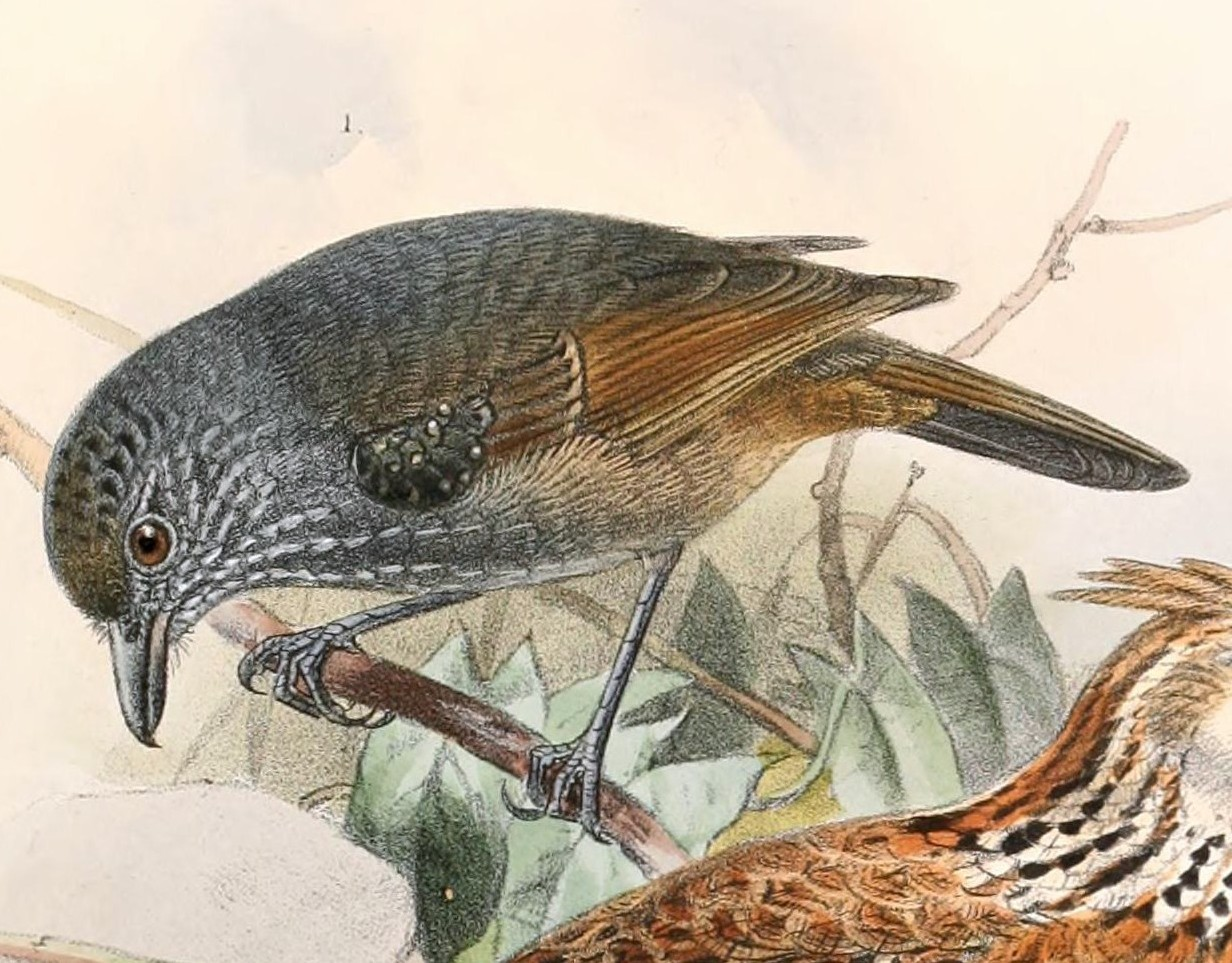
Dysithamnus leucostictus tucuyensis, ilustración de Keulemans para Novitates Zoologicae, 1894.

Según las clasificacones del Congreso Ornitológico Internacional (IOC) y Clements Checklist/eBird v.2019, se reconocen dos subespecies, con su correspondiente distribución geográfica:
- Dysithamnus leucostictus tucuyensis Hartert, 1894 – norte de Venezuela (cordillera de la Costa desde Falcón y sur de Lara hasta Miranda; norte de Monagas); recientemente fue registrada en la meseta de Tafelberg, centro de Surinam.
- Dysithamnus leucostictus leucostictus P.L. Sclater, 1858 – pendiente oriental de los Andes desde el centro de Colombia (al sur desde el sur de Cundinamarca), hacia el sur por el centro de Ecuador, hasta el extremo norte de Perú (noroeste de Amazonas, noreste de Cajamarca).